# Aoyagi Ruito
Aoyagi Ruito (青柳 塁斗 Aoyagi Ruito, Thanh Liễu Lũy Đẩu) là một ca sĩ kiêm diễn viên người Nhật. Vai diễn được nhiều người biết đến nhất của cậu là Mukahi Gakuto trong Prince of Tennis Musical. Ruito trực thuộc quyền quản lý của công ty Amuse, Inc.

## Nghề nghiệp

### Sân khấu
- Musical Tennis no Ohjisama The Imperial Match Hyotei Gakuen (2005) vai Gakuto Mukahi
- Musical Tennis no Ohjisama The Imperial Match Hyotei Gakuen in winter (2005-2006) vai Gakuto Mukahi
- Musical Tennis no Ohjisama Dream Live 3rd (2006) vai Gakuto Mukahi
- ON LINE (2006) vai Machi
- Musical Tennis no Ohjisama Advancement Match Rokkaku feat. Hyotei Gakuen (2006) vai Gakuto Mukahi
- FROGS (2007)
- Musical Tennis no Ohjisama Dream Live 4th (2007) vai Gakuto Mukahi

### Chương trình truyền hình
- Sunadokei vai Tsukishima Fuji

### Phim
- Shinrei Shashin Jusatsu (2006) vai Kazuyoshi
- Vai khán giả trong Prince of Tennis Live-action

### Trong Best Actors Series 04

Bìa Best Actor's Series 004

Musical Prince of Tennis The Best Actor's Series 004 - Takumi Saito vai Yuushi Oshitari & Ruito Aoyagi vai Gakuto Mukahi
Ngày phát hành: 26/7/2006
1. Instrumental ~ On My Way DL3 ver.
2. Katsu no wa Hyoutei
3. Do Your Best! RAP! ver.
4. Instrumental ~ Kounai RANKING Sen
5. Instrumental ~ Kawabe ni te
6. Makezugirai ~ Yuushi and Gakuto Edition
7. Bohemian Blue
8. Jump to it!
9. Missing Piece
10. Takumi Saito & Ruito Aoyagi Message for You